# Río Bartın
El río Bartın (en turco: Bartın Çayı; griego antiguo: Παρθένιος; en latín: Parthenius; "Partenio"), es un pequeño río de Turquía que discurre por la parte oriental de la región del Mar Negro. Su fuente está en los montes Ilgaz, en la provincia de Kastamonu y la provincia de Karabük, fluye hacia el norte, pasa por la ciudad a la que da nombre, Bartın y desemboca en el mar Negro cerca del pueblo de Boğaz formando un delta.
Los últimos 14 kilómetros de su curso, entre Bartın y la desembocadura, es navegable.